# España en la Copa Mundial de Fútbol de 2014
La selección de fútbol de España fue una de las 32 selecciones que participaron en la Copa Mundial de Fútbol de 2014. Fue su decimocuarta participación en un Mundial y la décima consecutiva desde Argentina 1978
España —considerada cabeza de serie— estuvo integrada en el grupo B junto a Holanda, Chile y Australia. Quedó matemáticamente eliminada de la competición tras perder los dos primeros partidos de la fase de grupos, aunque finalmente se impuso en el tercero y logró finalizar en la tercera posición del grupo con 3 puntos a favor.

## Clasificación
España obtuvo la clasificación de forma directa como campeón del grupo 8 de la UEFA, de manera invicta con seis victorias y dos empates, el equipo español tuvo que esperar a la última fecha de su grupo para asegurar la clasificación venciendo a Georgia por 2-0 en Albacete el 15 de octubre de 2013.

### Grupo I
| Equipo      | Pts | PJ | PG | PE | PP | GF | GC | Dif |
| ----------- | --- | -- | -- | -- | -- | -- | -- | --- |
| España      | 20  | 8  | 6  | 2  | 0  | 14 | 3  | 11  |
| Francia     | 17  | 8  | 5  | 2  | 1  | 15 | 6  | 9   |
| Finlandia   | 9   | 8  | 2  | 3  | 3  | 5  | 9  | -4  |
| Georgia     | 5   | 8  | 1  | 2  | 5  | 3  | 10 | -7  |
| Bielorrusia | 4   | 8  | 1  | 1  | 6  | 7  | 16 | -9  |

| Fecha                    | Lugar             |             |                        | Resultado |                        |             |
| ------------------------ | ----------------- | ----------- | ---------------------- | --------- | ---------------------- | ----------- |
| 11 de septiembre de 2012 | Tiflis            | Georgia     | Bandera de Georgia     | 0:1 (0:0) | Bandera de España      | España      |
| 12 de octubre de 2012    | Minsk             | Bielorrusia | Bandera de Bielorrusia | 0:4 (0:2) | Bandera de España      | España      |
| 16 de octubre de 2012    | Madrid            | España      | Bandera de España      | 1:1 (1:0) | Bandera de Francia     | Francia     |
| 22 de marzo de 2013      | Gijón             | España      | Bandera de España      | 1:1 (0:0) | Bandera de Finlandia   | Finlandia   |
| 26 de marzo de 2013      | Saint-Denis       | Francia     | Bandera de Francia     | 0:1 (0:0) | Bandera de España      | España      |
| 6 de septiembre de 2013  | Helsinki          | Finlandia   | Bandera de Finlandia   | 0:2 (0:1) | Bandera de España      | España      |
| 11 de octubre de 2013    | Palma de Mallorca | España      | Bandera de España      | 2:1 (0:0) | Bandera de Bielorrusia | Bielorrusia |
| 15 de octubre de 2013    | Albacete          | España      | Bandera de España      | 2:0 (1:0) | Bandera de Georgia     | Georgia     |

### Goleadores
| Jugador         | Goles | PJ |
| --------------- | ----- | -- |
| Pedro Rodríguez | 4     | 8  |
| Álvaro Negredo  | 3     | 4  |
| Jordi Alba      | 2     | 5  |
| Sergio Ramos    | 2     | 8  |
| Roberto Soldado | 1     | 1  |
| Juan Mata       | 1     | 3  |
| Xavi            | 1     | 7  |

## Preparación

### Campamento base
En diciembre de 2013 un portavoz de la Real Federación Española de Fútbol indicó que España había elegido a la ciudad de Curitiba como sede de su campamento base durante su participación en la Copa Mundial.
El anuncio se hizo oficial el 26 de febrero de 2014 a través del sitio web oficial de la selección española de fútbol; se eligió como lugar de prácticas al Centro de Entrenamiento Alfredo Gottardi, también conocido como «Cajú», propiedad del Club Atlético Paranaense, y como lugar de alojamiento al complejo deportivo del mismo club. El centro de entrenamiento cuenta con 8 campos de fútbol que cumplen las normativas FIFA, un mini estadio con capacidad para 2,500 personas y las más modernas instalaciones en materia de preparación, recuperación y  medicina deportiva

### Amistosos previos
| 19 de noviembre de 2013 | Sudáfrica  | 1:0 (0:0) | España | Soccer City, Johannesburgo, Sudáfrica |                          |
|                         | Parker 56' | Reporte   |        | Árbitro(s): William Koto              | Árbitro(s): William Koto |

| 5 de marzo de 2014 | España    | 1:0 (0:0) | Italia | Estadio Vicente Calderón, Madrid, España |                                 |
|                    | Pedro 63' | Reporte   |        | Árbitro(s): Levgenii Aranovskyi          | Árbitro(s): Levgenii Aranovskyi |

| 30 de mayo de 2014 | España                          | 2:0 (0:0) | Bolivia | Estadio Ramón Sánchez-Pizjuán, Sevilla, España |                           |
|                    | Torres 51' (pen.) · Iniesta 84' | Reporte   |         | Árbitro(s): Lorenc Jemini                      | Árbitro(s): Lorenc Jemini |

| 7 de junio de 2014                                        | El Salvador | 0:2 (0:0) | España        | FedExField, Landover, Maryland, Estados Unidos |                              |
|                                                           |             | Reporte   | Villa 60' 88' | Árbitro(s): Baldomero Toledo                   | Árbitro(s): Baldomero Toledo |
| Partido correspondiente al evento amistoso Road to Brazil |             |           |               |                                                |                              |

## Lista de jugadores
Vicente del Bosque, entrenador de la selección española, hizo pública el 13 de mayo de 2014 la lista provisional de 30 jugadores convocados mediante el sitio web oficial de la selección española sefutbol.com. La lista definitiva de 23 fue confirmada el 31 de mayo mediante el mismo medio de información. Los dorsales que lucirán los jugadores en sus camisetas fueron oficializados el 3 de junio.
| #     | Nombre             | Nac                | Posición           | Edad               | PJ Sel             | G                  | Club en 2014       |
| ----- | ------------------ | ------------------ | ------------------ | ------------------ | ------------------ | ------------------ | ------------------ |
| 1     | Iker Casillas      |                    | Portero            | 33                 | 154                | 0                  | Real Madrid        |
| 2     | Raúl Albiol        |                    | Defensa            | 28                 | 46                 | 0                  | Napoli             |
| 3     | Gerard Piqué       |                    | Defensa            | 27                 | 60                 | 4                  | Barcelona          |
| 4     | Javi Martínez      |                    | Defensa            | 25                 | 17                 | 0                  | Bayern de Múnich   |
| 5     | Juanfran           |                    | Defensa            | 29                 | 8                  | 1                  | Atlético de Madrid |
| 6     | Andrés Iniesta     |                    | Centrocampista     | 30                 | 97                 | 12                 | Barcelona          |
| 7     | David Villa        |                    | Delantero          | 32                 | 96                 | 58                 | Atlético de Madrid |
| 8     | Xavi Hernández     |                    | Centrocampista     | 34                 | 132                | 12                 | Barcelona          |
| 9     | Fernando Torres    |                    | Delantero          | 30                 | 107                | 37                 | Chelsea            |
| 10    | Cesc Fàbregas      |                    | Centrocampista     | 27                 | 89                 | 13                 | Barcelona          |
| 11    | Pedro Rodríguez    |                    | Delantero          | 26                 | 40                 | 14                 | Barcelona          |
| 12    | David de Gea       |                    | Portero            | 23                 | 1                  | 0                  | Manchester United  |
| 13    | Juan Mata          |                    | Centrocampista     | 26                 | 33                 | 9                  | Manchester United  |
| 14    | Xabi Alonso        |                    | Centrocampista     | 32                 | 111                | 15                 | Real Madrid        |
| 15    | Sergio Ramos       |                    | Defensa            | 28                 | 117                | 9                  | Real Madrid        |
| 16    | Sergio Busquets    |                    | Centrocampista     | 25                 | 66                 | 0                  | Barcelona          |
| 17    | Koke               |                    | Centrocampista     | 22                 | 8                  | 0                  | Atlético de Madrid |
| 18    | Jordi Alba         |                    | Defensa            | 25                 | 26                 | 5                  | Barcelona          |
| 19    | Diego Costa        |                    | Delantero          | 25                 | 2                  | 0                  | Atlético de Madrid |
| 20    | Santi Cazorla      |                    | Centrocampista     | 29                 | 64                 | 11                 | Arsenal            |
| 21    | David Silva        |                    | Centrocampista     | 28                 | 80                 | 20                 | Manchester City    |
| 22    | César Azpilicueta  |                    | Defensa            | 24                 | 6                  | 0                  | Chelsea            |
| 23    | Pepe Reina         |                    | Portero            | 31                 | 32                 | 0                  | Napoli             |
| D. T. | Vicente del Bosque | Vicente del Bosque | Vicente del Bosque | Vicente del Bosque | Vicente del Bosque | Vicente del Bosque | Vicente del Bosque |

Los siguientes jugadores no formaron parte de la nómina definitiva de 23 pero fueron incluidos en la lista provisional de 30 jugadores que la Real Federación Española de Fútbol (RFEF) envió a la FIFA. El primer descartado por Del Bosque fue el lesionado mediocampista Thiago Alcántara que sufrió la rotura del ligamento lateral interno de la rodilla derecha durante un entrenamiento con su club.
| Nombre            | Posición       | Edad | PJ Sel | G | Club             |
| ----------------- | -------------- | ---- | ------ | - | ---------------- |
| Alberto Moreno    | Defensa        | -    | -      | - | Sevilla          |
| Dani Carvajal     | Defensa        | -    | -      | - | Real Madrid      |
| Thiago Alcántara  | Centrocampista | -    | -      | - | Bayern de Múnich |
| Ander Iturraspe   | Centrocampista | -    | -      | - | Athletic Club    |
| Jesús Navas       | Centrocampista | -    | -      | - | Manchester City  |
| Álvaro Negredo    | Delantero      | -    | -      | - | Manchester City  |
| Fernando Llorente | Delantero      | -    | -      | - | Juventus         |

## Participación

### Grupo B
| Equipo       | Pts | PJ | PG | PE | PP | GF | GC | Dif |
| ------------ | --- | -- | -- | -- | -- | -- | -- | --- |
| Países Bajos | 9   | 3  | 3  | 0  | 0  | 10 | 3  | +7  |
| Chile        | 6   | 3  | 2  | 0  | 1  | 5  | 3  | +2  |
| España       | 3   | 3  | 1  | 0  | 2  | 4  | 7  | -3  |
| Australia    | 0   | 3  | 0  | 0  | 3  | 3  | 9  | -6  |

#### España - Países Bajos
| 13 de junio de 2014 | España                 | 1:5 (1:1) | Países Bajos                                      | Arena Fonte Nova, Salvador de Bahía                        |                                                            |
| 16:00 UTC-3         | Xabi Alonso 26' (pen.) | Reporte   | van Persie 43' 71' · Robben 52' 79' · de Vrij 64' | Asistencia: 48 173 espectadores Árbitro(s): Nicola Rizzoli | Asistencia: 48 173 espectadores Árbitro(s): Nicola Rizzoli |

| | \| Árbitro asistente 1: Renato Faverani Árbitro asistente 2: Andrea Stefani Cuarto oficial: Svein Oddvar Moen Árbitro asistente de reserva: Kim Haglund \| |
| Árbitro asistente 1: Renato Faverani Árbitro asistente 2: Andrea Stefani Cuarto oficial: Svein Oddvar Moen Árbitro asistente de reserva: Kim Haglund | |

| España             |    |                   |     |     |
|                    |    |                   |     |     |
| POR                | 1  | Iker Casillas     | 65' |     |
| DEF                | 22 | César Azpilicueta |     |     |
| DEF                | 3  | Gerard Piqué      |     |     |
| DEF                | 15 | Sergio Ramos      |     |     |
| DEF                | 18 | Jordi Alba        |     |     |
| MED                | 16 | Sergio Busquets   |     |     |
| MED                | 14 | Xabi Alonso       |     | 62' |
| MED                | 8  | Xavi Hernández    |     |     |
| DEL                | 21 | David Silva       |     | 78' |
| DEL                | 19 | Diego Costa       |     | 62' |
| DEL                | 6  | Andrés Iniesta    |     |     |
| Sustituciones:     |    |                   |     |     |
| DEL                | 9  | Fernando Torres   |     | 62' |
| DEL                | 11 | Pedro Rodríguez   |     | 62' |
| MED                | 10 | Cesc Fábregas     |     | 78' |
| Entrenador:        |    |                   |     |     |
| Vicente del Bosque |    |                   |     |     |

| Países Bajos   |    |                     |     |     |
|                |    |                     |     |     |
| POR            | 1  | Jasper Cillessen    |     |     |
| DEF            | 7  | Daryl Janmaat       |     |     |
| DEF            | 2  | Ron Vlaar           |     |     |
| DEF            | 3  | Stefan De Vrij      | 41' | 77' |
| DEF            | 4  | Bruno Martins Indi  |     |     |
| DEF            | 5  | Daley Blind         |     |     |
| MED            | 6  | Jonathan de Guzmán  | 25' | 62' |
| MED            | 8  | Nigel de Jong       |     |     |
| MED            | 10 | Wesley Sneijder     |     |     |
| DEL            | 9  | Robin van Persie    | 66' | 79' |
| DEL            | 11 | Arjen Robben        |     |     |
| Sustituciones: |    |                     |     |     |
| MED            | 20 | Georginio Wijnaldum |     | 62' |
| DEF            | 13 | Joël Veltman        |     | 77' |
| DEL            | 17 | Jeremain Lens       |     | 79' |
| Entrenador:    |    |                     |     |     |
| Louis van Gaal |    |                     |     |     |

#### España - Chile
| 18 de junio de 2014 | España | 0:2 (0:2) | Chile                     | Estadio Maracaná, Río de Janeiro                        |                                                         |
| 16:00 UTC-3         |        | Reporte   | Vargas 19' · Aránguiz 42' | Asistencia: 74 101 espectadores Árbitro(s): Mark Geiger | Asistencia: 74 101 espectadores Árbitro(s): Mark Geiger |

| | \| Árbitro asistente 1: Sean Hurd Árbitro asistente 2: Joe Fletcher Cuarto oficial: Nawaf Shukralla Árbitro asistente de reserva: Yaser Tulefat \| |
| Árbitro asistente 1: Sean Hurd Árbitro asistente 2: Joe Fletcher Cuarto oficial: Nawaf Shukralla Árbitro asistente de reserva: Yaser Tulefat | |

| España             |    |                   |     |         |
|                    |    |                   |     |         |
| POR                | 1  | Iker Casillas     |     |         |
| DEF                | 22 | César Azpilicueta |     |         |
| DEF                | 4  | Javi Martínez     |     |         |
| DEF                | 15 | Sergio Ramos      |     |         |
| DEF                | 18 | Jordi Alba        |     |         |
| MED                | 16 | Sergio Busquets   |     |         |
| MED                | 14 | Xabi Alonso       | 40' | 46'(ET) |
| MED                | 6  | Andrés Iniesta    |     |         |
| DEL                | 21 | David Silva       |     |         |
| DEL                | 19 | Diego Costa       |     | 64'     |
| DEL                | 11 | Pedro Rodríguez   |     | 76'     |
| Sustituciones:     |    |                   |     |         |
| MED                | 17 | Koke              |     | 46'(ET) |
| DEL                | 9  | Fernando Torres   |     | 64'     |
| MED                | 20 | Santi Cazorla     |     | 76'     |
| Entrenador:        |    |                   |     |         |
| Vicente del Bosque |    |                   |     |         |

| Chile          |    |                  |     |     |
|                |    |                  |     |     |
| POR            | 1  | Claudio Bravo    |     |     |
| DEF            | 5  | Francisco Silva  |     |     |
| DEF            | 17 | Gary Medel       |     |     |
| DEF            | 18 | Gonzalo Jara     |     |     |
| MED            | 4  | Mauricio Isla    |     |     |
| MED            | 20 | Charles Aránguiz |     | 64' |
| MED            | 21 | Marcelo Díaz     |     |     |
| MED            | 2  | Eugenio Mena     | 61' |     |
| MED            | 8  | Arturo Vidal     | 26' | 88' |
| DEL            | 7  | Alexis Sánchez   |     |     |
| DEL            | 11 | Eduardo Vargas   |     | 85' |
| Sustituciones: |    |                  |     |     |
| MED            | 16 | Felipe Gutiérrez |     | 64' |
| MED            | 10 | Jorge Valdivia   |     | 85' |
| MED            | 6  | Carlos Carmona   |     | 88' |
| Entrenador:    |    |                  |     |     |
| Jorge Sampaoli |    |                  |     |     |

#### Australia - España
| 23 de junio de 2014 | Australia | 0:3 (0:1) | España                            | Arena da Baixada, Curitiba                                  |                                                             |
| 13:00 UTC-3         |           | Reporte   | Villa 35' · Torres 68' · Mata 81' | Asistencia: 39 375 espectadores Árbitro(s): Nawaf Shukralla | Asistencia: 39 375 espectadores Árbitro(s): Nawaf Shukralla |

| | \| Árbitro asistente 1: Yaser Abdulla Árbitro asistente 2: Ebrahim Saleh Cuarto oficial: Norbert Hauata Árbitro asistente de reserva: Marwa Range \| |
| Árbitro asistente 1: Yaser Abdulla Árbitro asistente 2: Ebrahim Saleh Cuarto oficial: Norbert Hauata Árbitro asistente de reserva: Marwa Range | |

| Australia        |    |                    |        |         |
|                  |    |                    |        |         |
| POR              | 1  | Mathew Ryan        |        |         |
| DEF              | 19 | Ryan McGowan       |        |         |
| DEF              | 22 | Alex Wilkinson     |        |         |
| DEF              | 6  | Matthew Špiranović | 88'    |         |
| DEF              | 3  | Jason Davidson     |        |         |
| MED              | 15 | Mile Jedinak       | 90'+2' |         |
| MED              | 17 | Matt McKay         |        |         |
| MED              | 7  | Mathew Leckie      |        |         |
| MED              | 13 | Oliver Bozanic     |        | 72'     |
| MED              | 11 | Tommy Oar          |        | 61'     |
| DEL              | 9  | Adam Taggart       |        | 46'(ET) |
| Sustituciones:   |    |                    |        |         |
| MED              | 14 | James Troisi       |        | 61'     |
| DEL              | 10 | Ben Halloran       |        | 46'(ET) |
| MED              | 23 | Mark Bresciano     |        | 72'     |
| Entrenador:      |    |                    |        |         |
| Ange Postecoglou |    |                    |        |         |

| España             |    |                   |     |     |
|                    |    |                   |     |     |
| POR                | 23 | Pepe Reina        |     |     |
| DEF                | 5  | Juanfran          |     |     |
| DEF                | 2  | Raúl Albiol       |     |     |
| DEF                | 15 | Sergio Ramos      | 62' |     |
| DEF                | 18 | Jordi Alba        |     |     |
| MED                | 17 | Koke              |     |     |
| MED                | 14 | Xabi Alonso       |     | 83' |
| MED                | 6  | Andrés Iniesta    |     |     |
| DEL                | 20 | Santi Cazorla     |     | 68' |
| DEL                | 7  | David Villa       |     | 56' |
| DEL                | 9  | Fernando Torres   |     |     |
| Sustituciones:     |    |                   |     |     |
| MED                | 13 | Juan Mata         |     | 56' |
| MED                | 10 | Francesc Fábregas |     | 68' |
| MED                | 21 | David Silva       |     | 83' |
| Entrenador:        |    |                   |     |     |
| Vicente del Bosque |    |                   |     |     |

## Estadísticas

### Participación de jugadores
| #  | Pos            | Jugador           | PJ | Minutos Jugados | Goles | Tarjetas Amarillas | Doble Tarjeta Amarilla y Roja | Tarjetas Rojas |
| -- | -------------- | ----------------- | -- | --------------- | ----- | ------------------ | ----------------------------- | -------------- |
| 2  | Defensa        | Raúl Albiol       | 1  | 90              | 0     | 0                  | 0                             | 0              |
| 3  | Defensa        | Gerard Piqué      | 1  | 90              | 0     | 0                  | 0                             | 0              |
| 4  | Defensa        | Javi Martínez     | 1  | 90              | 0     | 0                  | 0                             | 0              |
| 5  | Defensa        | Juanfran          | 1  | 90              | 0     | 0                  | 0                             | 0              |
| 15 | Defensa        | Sergio Ramos      | 3  | 270             | 0     | 1                  | 0                             | 0              |
| 18 | Defensa        | Jordi Alba        | 3  | 270             | 0     | 0                  | 0                             | 0              |
| 22 | Defensa        | César Azpilicueta | 2  | 180             | 0     | 0                  | 0                             | 0              |
| 6  | Centrocampista | Andrés Iniesta    | 3  | 270             | 0     | 0                  | 0                             | 0              |
| 8  | Centrocampista | Xavi Hernández    | 1  | 90              | 0     | 0                  | 0                             | 0              |
| 10 | Centrocampista | Cesc Fábregas     | 2  | 40              | 0     | 0                  | 0                             | 0              |
| 14 | Centrocampista | Xabi Alonso       | 3  | 191             | 1     | 1                  | 0                             | 0              |
| 16 | Centrocampista | Sergio Busquets   | 2  | 180             | 0     | 0                  | 0                             | 0              |
| 17 | Centrocampista | Koke Resurrección | 2  | 135             | 0     | 0                  | 0                             | 0              |
| 20 | Centrocampista | Santiago Cazorla  | 2  | 82              | 0     | 0                  | 0                             | 0              |
| 21 | Centrocampista | David Silva       | 3  | 175             | 0     | 0                  | 0                             | 0              |
| 7  | Delantero      | David Villa       | 1  | 56              | 1     | 0                  | 0                             | 0              |
| 9  | Delantero      | Fernando Torres   | 3  | 144             | 1     | 0                  | 0                             | 0              |
| 11 | Delantero      | Pedro Rodríguez   | 2  | 140             | 0     | 0                  | 0                             | 0              |
| 13 | Delantero      | Juan Mata         | 1  | 34              | 1     | 0                  | 0                             | 0              |
| 19 | Delantero      | Diego Costa       | 2  | 126             | 0     | 0                  | 0                             | 0              |

| #  | Pos        | Jugador       | PJ | Minutos Jugados | Goles recibidos | Tarjetas Amarillas | Doble Tarjeta Amarilla y Roja | Tarjetas Rojas |
| -- | ---------- | ------------- | -- | --------------- | --------------- | ------------------ | ----------------------------- | -------------- |
| 1  | Guardameta | Iker Casillas | 2  | 180             | 0               | 0                  | 0                             | 0              |
| 12 | Guardameta | David de Gea  | 0  | 0               | 0               | 0                  | 0                             | 0              |
| 23 | Guardameta | Pepe Reina    | 1  | 90              | 0               | 0                  | 0                             | 0              |

### Posición final
| Equipo | Equipo | Pts. | P.J. | P.G. | P.E. | P.P. | G.F. | G.C. | Dif. | Rend. |
| ------ | ------ | ---- | ---- | ---- | ---- | ---- | ---- | ---- | ---- | ----- |
|        |        |      |      |      |      |      |      |      |      |       |

### Goleadores
| Posición | Jugador | Anotado | Asistencia | Minutos | P.J. | G.P. |
| -------- | ------- | ------- | ---------- | ------- | ---- | ---- |